# العودة إلى إثاكا
العودة إلى إثاكا هو فيلم من نوع كوميديا دراما أُصدر في 2014. الفيلم من توزيع موزينت ‏، وهو من إخراج لوران كانتيه، أما السيناريو فكان من كتابة لوران كانتيه وLeonardo Padura Fuentes ‏.

## القصة
يجتمع خمسة أصدقاء للاحتفال بعودة أماديو بعد 16 عامًا من المنفى في مدريد. 

## طاقم التمثيل
- خورخي بيروجوريا

## وصلات خارجية
- العودة إلى إثاكا على موقع IMDb (الإنجليزية)
- العودة إلى إثاكا على موقع ميتاكريتيك (الإنجليزية)
- العودة إلى إثاكا على موقع روتن توميتوز (الإنجليزية)
- العودة إلى إثاكا على موقع قاعدة بيانات الأفلام العربية
- العودة إلى إثاكا على موقع ألو سيني (الفرنسية)
- العودة إلى إثاكا على موقع أول موفي (الإنجليزية)
- العودة إلى إثاكا على موقع فيلمافينيتي (الإسبانية)
- العودة إلى إثاكا على موقع قاعدة بيانات الأفلام السويدية (السويدية)
- العودة إلى إثاكا على موقع قاعدة بيانات الفيلم (الإنجليزية)
- العودة إلى إثاكا على موقع ليتربوكسد (الإنجليزية)